# بیماری تلخ
بیماری تلخ (ایتالیایی: Il male oscuro) یک فیلم در ژانر درام به کارگردانی ماریو مونیچلی است که در سال ۱۹۹۰ منتشر شد.

## بازیگران
- جانکارلو جانینی
- امانوئل سنیه
- استفانیا ساندرلی
- ویتوریو کاپریولی
- الیسا مایناردی
- پیترو توردی
- روکو پاپالئو
- فرانکا اسکانیه‌تی
- آنتونلا فاساری